# خدر

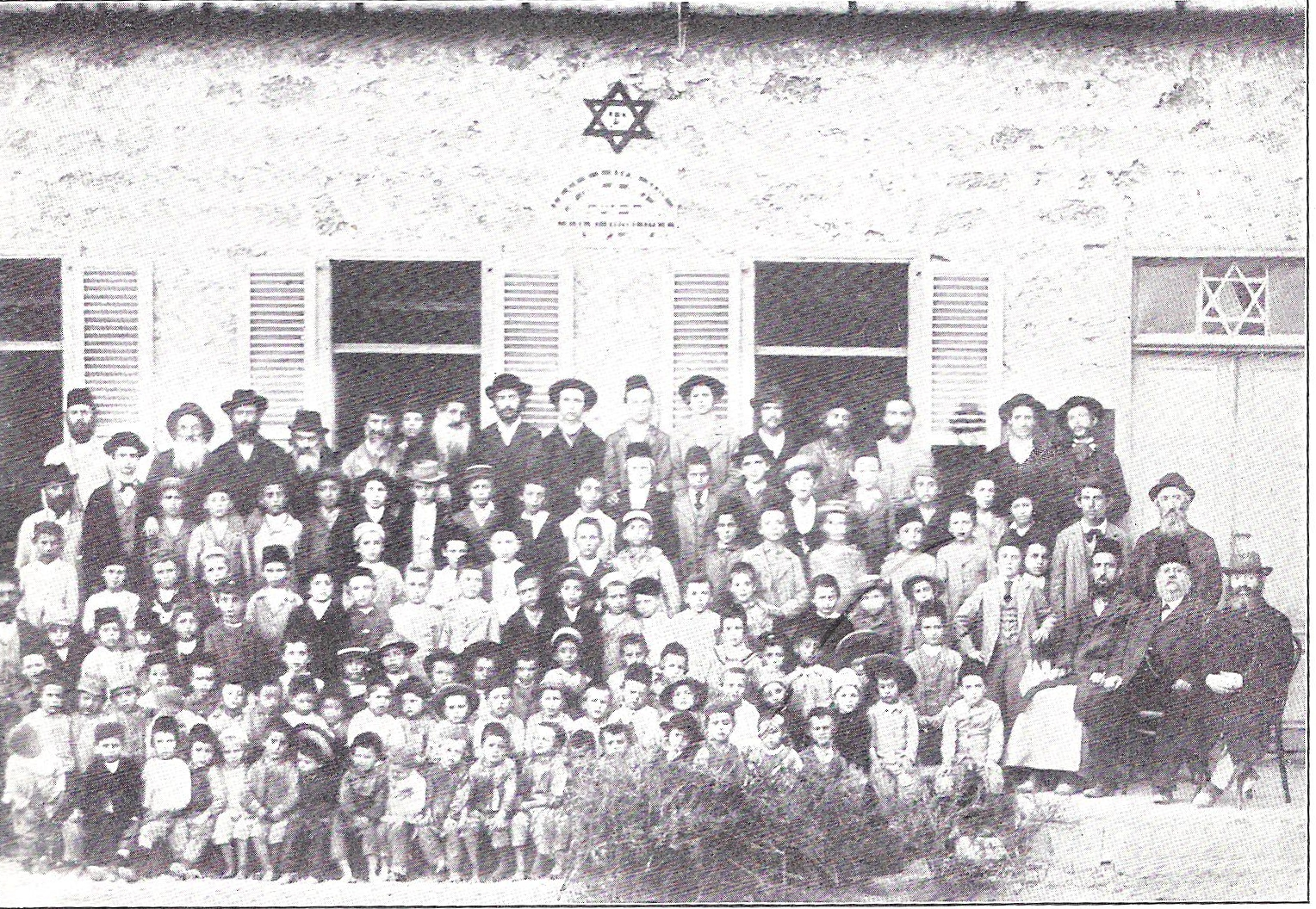
خدری در یافا، دهه ۱۸۹۰

خِدِر (به عبری: חדר) در فرهنگ یهود یک دبستان سنتی است که اصول یهودیت و زبان عبری را آموزش می‌دهد.

## تاریخچه
تا پیش از پایان سده هجدهم، خدرها به‌طور گسترده در اروپا یافت می‌شدند. تدریس در خانه معلم معروف به ملامد برگزار و دستمزد وی توسط جامعه یهودیان یا گروهی از والدین پرداخت می‌شد. به‌طور معمول، تنها پسران در کلاس‌ها شرکت می‌کردند - دختران تا پیش از سده بیستم توسط مادران خود در خانه‌های خود آموزش می‌دیدند. در مواردی که کمبود پول بود و جامعه توانایی تأمین تعداد زیادی از معلمان را نداشت، پسران از هر سنی در تنها یک گروه واحد آموزش داده می‌شدند.
اگرچه به‌طور سنتی پسران از همان سه سالگی آغاز به یادگیری الفبای عبری می‌کردند، پسران به‌طور معمول در حدود ۵ سالگی وارد خدر می‌شدند. پس از یادگیری خواندن عبری، آن‌ها بلافاصله به مطالعه تورات می‌پرداختند، و با سفر لاویان و پنج کتاب موسی آغاز می‌کردند. آنها همچنین معمولاً یادگیری میشنا را از حدود ۷ سالگی و تلمود (شامل میشنا، گمارا و توضیحات اضافی) را به محض تسلط بر میشنا آغاز می‌کردند. بلند خواندن برای یکدیگر و به‌یادسپاری اصلی‌ترین روش‌هایی بود که برای آموزش این مطالعات پیچیده استفاده می‌شدند. در سن ۱۳ یا ۱۴ سالگی، پایان تحصیلات پسران در خدر همزمان با بر میتصوا وی می‌شد.
کسانی که مایل بودند ربی یا مؤلف متن مقدس شوند، باید تحصیلات خود را در یشیوا (دانشگاه تلمود) ادامه می‌دادند. یشیواهای مشهور اروپایی در ورمس، فورت و پراگ واقع شده بودند که از جمله بهترین‌ها به‌شمار می‌آمدند. پس از آنکه بسیاری از یهودیان برای فرار از پوگروم‌های قرون وسطایی مرتبط با جنگ‌های صلیبی آن هنگام به اروپای شرقی فرار کردند، مرکز فرهنگی یهودیت اروپا با آنها حرکت کرد و سده‌ها در اروپای شرقی ماند.
در اواخر سده هجدهم، سامانه خدر مورد انتقاد یهودیان ارتدوکس و همچنین هوادارن لیبرال‌تر هاسکالا (روشنگری یهودی) قرار گرفت.
منتقدان ارتدکس استدلال کردند که معلمان از مهارت کافی برخوردار نیستند. در آن هنگام معلمان سرپرست چنان بد حقوق دریافت می‌کردند که بسیاری ناچار بودند درآمد خود را با انجام دیگر کارها تأمین کنند؛ قصابی، خوانندگی یا حتی گورکنی از جمله شغل‌های کاملاً عادی برای مِلامدها بود. همچنین ادعا شد که برخی از معلمان اجازه می‌دادند دانش‌آموزان خیلی زود به مرحله بعدی یادگیری برسند، چرا که دانش‌آموزان پیشرفته ناچار به پرداخت هزینه بیشتری برای آموزش خود بودند.
روشنگران هاسکالا اما به کلیت خدر انتقاد داشتند و ادعا می‌کردند که این سامانه منجر به انزوای زبانی و فضایی برای دانشجویان آن می‌شود و ز این روی مانعی می‌شد برای ادغام و رهایی یهودیان. آنها تدریس چندین درس اضافی به زبان محلی و نیز یک آموزش حرفه‌ای سکولار را پیشنهاد کردند.
این ایده‌ها در اواخر سده هجدهم توسط یهودیان آلمانی که مدارس اصلاحگرایانه یا فرایشولن («مدارس آزاد») را گشودند، عملی شدند. این مدارس و در نهایت معرفی آموزش اجباری سرانجام منجر به برچیده شدن سامانه خدر، کمینه در کشورهای با زبان آلمانی شد؛ اگرچه این سامانه در اروپای شرقی تا وقوع هولوکاست نیز ادامه داشت.

## نگارخانه

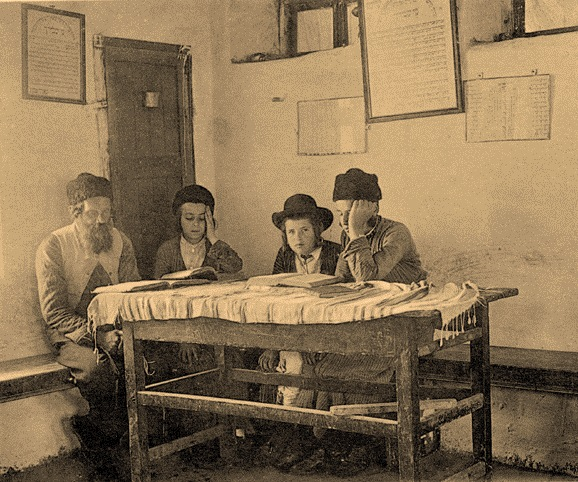
خدری در میرون، اسرائیل، ۱۹۱۲
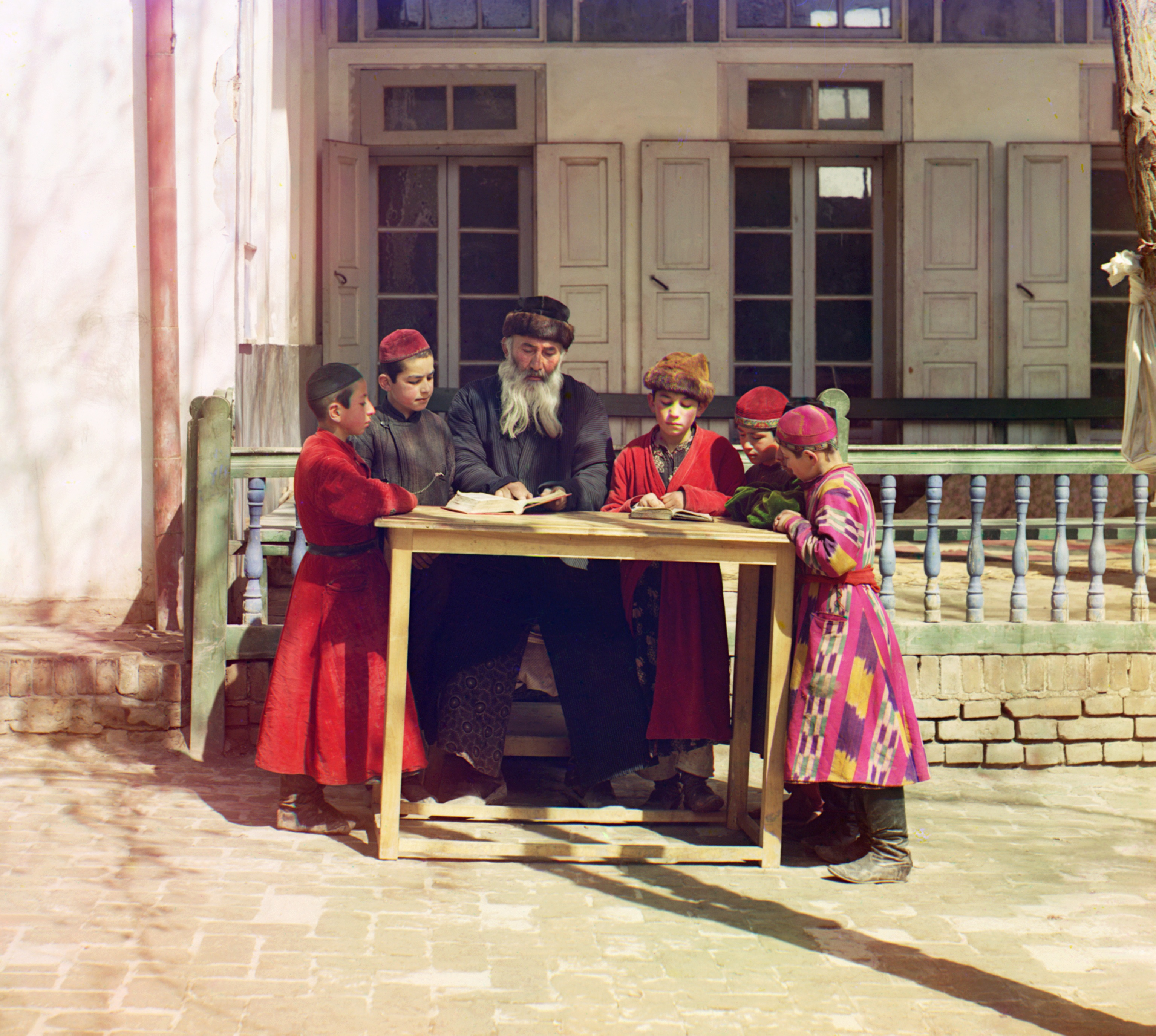
خدری در سمرقند، اوایل سده ۲۰ میلادی